# Suite(s) impériale(s)
Suite(s) impériale(s) (titre original : Imperial Bedrooms) est le sixième roman de Bret Easton Ellis, publié le 15 juin 2010 aux États-Unis et le 26 août 2010 en France. Il s'agit de la suite du premier best-seller de Bret Easton Ellis, Moins que zéro. 

## Résumé
Vingt-cinq ans après les événements de Moins que zéro, nous retrouvons Clay à Los Angeles, devenu scénariste à succès mais également l'amant d'une jeune actrice aux charmes vénéneux, Rain Turner, qui semble faire tourner la tête de tous les hommes de la bande d'origine, Julian, Trent et Rip, mais également celle de Blair, l'ancienne petite amie de Clay, qui se méfie d'elle comme de la peste. Petit à petit, Clay, victime de menaces téléphoniques, comprend qu'il a mis la main dans les  rouages terrifiants d'une machination perverse.